# Javier Sánchez Santos
Javier Sánchez Santos (12 de marzo de 2000) es un deportista de España que compite en atletismo. Ganó una medalla de bronce en el Campeonato Europeo de Atletismo Sub-20 de 2019, en la prueba de 4 × 400 m.